# All My Loving
〈All My Loving〉은 폴 매카트니가 쓴 영국의 록 밴드 비틀즈의 노래다. 1963년도 음반 《With the Beatles》에 담겨 출시되었다. 비록 영미 모두에서 싱글로 출시되지 않았지만 라디오에서 상당한 방송 횟수를 기록해 EMI가 이 곡을 EP의 타이틀 트랙으로 사용하는데 유도한다. 노래는 캐나다에서는 싱글로 출시되어 1위에 도달한다. 캐나다 싱글은 미국으로 수입되어 1964년 4월에는 빌보드 핫 100에서 45위에 오를 정도의 판매고를 확보했다.
〈All My Loving〉은 평론가로부터 극찬을 받았다. 음악 평론가 이언 맥도널드는 "이 넘버의 순박한 웅변에 60년대 초 영국 팝의 천진함을 완벽하게 증류해냈다."고 하며 이 노래로 매카트니가 레논과 동등한 위치를 가지는 데 일조했으리라 평가했다. 올뮤직의 리치 언터버그는 노래가 "1964년 이전까지는 비틀즈의 최고 LP 트랙이라고 단언"할 수 있으며 만약 미국에서 싱글로 출시되었다면 크게 히트했을 것이라고 추측했다.

## 작곡과 녹음
저널리스트 빌 헤리에 따르면, 매카트니는 가사를 먼저 지었다. "저는 'All My Loving'을 마치 시의 한 구절처럼 지어놓았어요. 그 뒤 여기에 노래를 붙이면 되겠다고 생각했습니다." 한편, 매카트니는 자서전 작가 베리 마일스에게 자신이 곡을 투어 버스에서 지었으며 공연 장소에 도착한 뒤 무대 뒤에 있는 피아노에서 음악을 쓰기 시작했다고 설명했다. 그는 말한다. "그것은 제가 한 번도 하지 않았던, 가사를 먼저 지은 첫 곡입니다. 저는 한 번도 가사를 먼저 쓴 적이 없었어요. 그건 언제나 제게 있어 일종의 반주였어요. 아직까지도 그런 일은 드물답니다."
가사는 〈P.S. I Love You〉에서도 쓰인 바 있는 "편지 노래"다. 매카트니는 곡을 컨트리와 웨스턴 송으로 구상했고, 조지 해리슨이 내스빌 스타일의 기타 솔로를 덧입혔다. 존 레논은 리듬 기타로 당시 유행하던 더 크리스탈스의 〈Da Doo Ron Ron〉와 비슷한 셋잇단음을 빠르게 연주한다. 매카트니는 워킹 베이스 라인을 연주했다. 레논은 1980년 인터뷰에서 곡에 대한 존경을 표한 바 있다. "그건 빌어먹게 좋은 작품이죠. ... 근데 전 뒤에서 꽤나 못된 기타 연주를 하고 있어요." 데이브 브룩벡 쿼텟의 1959년 노래 〈Kathy's Waltz〉에서 영감을 얻은 게 아니냐는 추측이 존재한다.
비틀즈는 1963년 7월 30일에 곡의 녹음을 시작해 11번 테이크를 제작하고 세 번 오버더빙을 했다. 마스터 테이크는 11테이크가 선정되어 14번 오버더빙했다. 리믹스는 모노가 8월 21일, 스테레노가 10월 29일 했다. 일반 스테레오와 모노 믹스에는 존재하지 않는, 도입부에 풋 심벌즈 퍼커선 연주가 있는 살짝 더 긴 버전이 1965년 독일과 네덜란드에서 《Beatles' Greatest》에 담겨 출시되었다. 이 버전은 영국에서 출시되지만 《The Beatles Box》에서만 구할 수가 있다.

## 발표와 공연
〈All My Loving〉은 영국에서 1963년 11월 22일 출시된 《With the Beatles》에 담겨 처음 출시되었다. 미국에서는 《Meet the Beatles!》에 담겨 1964년 1월 20일에 출시되었다. 노래는 영국에서 1963년 2월 7일 출시된 《All My Loving》 EP의 타이틀 트랙으로 쓰인다. 또한 1964년 5월 11일 미국에서 EP 《Four by The Beatles》에 담겨 출시되었다.
〈All My Loving〉은 1964년 2월 9일, 그들의 《에드 설리번 쇼》 데뷔 공연에서 오프닝 넘버로 쓰였다. 이 음원은 《Anthology 1》에 수록됐다. 그룹은 이 노래를 1963년에 한 번, 1964년에 두 번 BBC 라디오에서 공연한다. 마지막 버전은 1964년 2월 28일 《Live at the BBC》에 실려 나온다. 노래는 《하드 데이즈 나이트》의 나이트 클럽 씬 배경에서 들리고 《매지컬 미스테리 투어》에서 기악곡 버전이 들린다.
앨런 와이스의 말에 따르면, 존 레논이 1980년 12월 8일 피습되어 루즈벨트 병원 응급실로 이송되었으나 사망 진단이 나올 당시 그곳의 사운드 시스템에는 〈All My Loving〉이 재생되고 있었다.

## 참여 인원
- 폴 매카트니 – 더블 트래킹 보컬, 베이스, 하모니 및 백 보컬
- 존 레논 – 백업 보컬, 리듬 기타
- 조지 해리슨 – 백업 보컬, 리드 기타
- 링고 스타 – 드럼
- 조지 마틴 – 프로듀서
- 노먼 스미스 – 엔지니어

이언 맥도널드 제공

## 차트
| 차트 (1963–64)                | 최고 순위 |
| ----------------------------- | --------- |
| 호주 켄트 뮤직 리포트         | 1         |
| 벨기에 (울트라탑 50 플랑드르) | 16        |
| 네덜란드 (싱글 톱 100)        | 2         |
| 노르웨이 (VG-리스타)          | 2         |
| 미국 빌보드 핫 100            | 45        |
| 미국 캐쉬박스 톱 100          | 31        |
| 서독 미디어 컨트롤 싱글 차트  | 32        |

## 참고 문헌
- “All My Lovin' - Johnny Young”. 《Pop Archives》. 2009. 2009년 3월 26일에 원본 문서에서 보존된 문서. 2009년 10월 20일에 확인함.
- Anderson, Rick (2009). [(영어) https://www.allmusic.com/album/r652937 “Review of Classic Scotty”] |url= 값 확인 필요 (도움말). 《Allmusic》. 2009년 10월 20일에 확인함.
- “All My Loving”. 《The Beatles Bible》. 2008. 19 October 2008에 원본 문서에서 보존된 문서. 11 November 2008에 확인함.
- Bregman, Adam (2009). [(영어) https://www.allmusic.com/album/r524559 “Review of  Blow in the Wind”] |url= 값 확인 필요 (도움말). 《Allmusic》. 2009년 10월 20일에 확인함.
- Castleman, Harry; Podrazik, Walter J. (1975). 《All Together Now: The First Complete Beatles Discography, 1961–1975》. New York: Ballantine Books.
- Eder, Bruce (2009). [(영어) https://www.allmusic.com/artist/p384094 “Overview of The Trends”] |url= 값 확인 필요 (도움말). 《Allmusic》. 2009년 10월 20일에 확인함.
- Erlewine, Stephen Thomas (2009a). [(영어) https://www.allmusic.com/album/r210538 “Review of Come Together: America Salutes the Beatles”] |url= 값 확인 필요 (도움말). 《Allmusic》. 2009년 10월 20일에 확인함.
- Erlewine, Stephen Thomas (2009b). [(영어) https://www.allmusic.com/album/r1209406 “Review of Across the Universe”] |url= 값 확인 필요 (도움말). 《Allmusic》. 2009년 10월 20일에 확인함.
- Everett, Walter (2001). 《The Beatles as Musicians: The Quarry Men Through Rubber Soul》. New York: Oxford University Press. ISBN 0-19-514105-9.
- Harry, Bill (2000). 《The Beatles Encyclopedia: Revised and Updated》. London: Virgin Publishing. ISBN 0-7535-0481-2.
- Hundey, Jason (2009). [(영어) https://www.allmusic.com/album/r560250 “Review of  Metal Jukebox”] |url= 값 확인 필요 (도움말). 《Allmusic》. 2009년 10월 20일에 확인함.
- Lewisohn, Mark (1988). 《The Beatles Recording Sessions》. New York: Harmony Books. ISBN 0-517-57066-1.
- Lewisohn, Mark (1995). 《Anthology 1》 (booklet). The Beatles. London: Apple Records. 34448.
- MacDonald, Ian (2005). 《Revolution in the Head: The Beatles' Records and the Sixties》 Seco Revis판. London: Pimlico (Rand). ISBN 1-84413-828-3.
- Mcleod, Keith (2005년 12월 6일). “Our Part in the Death of Legend John Lennon”. 《The Daily Record》. 2007년 9월 30일에 원본 문서에서 보존된 문서. 2007년 5월 24일에 확인함.
- Miles, Barry (1997). 《Paul McCartney: Many Years From Now》. New York: Henry Holt and Company. ISBN 0-8050-5249-6.
- [(영어) https://www.allmusic.com/album/r1294390 “Overview of A Bit O'This & That”] |url= 값 확인 필요 (도움말). 《Allmusic》. 2009. 2009년 10월 20일에 확인함.
- [(영어) https://www.allmusic.com/album/r632562 “Overview of Punk”] |url= 값 확인 필요 (도움말). 《Allmusic》. 2009. 2009년 10월 20일에 확인함.
- [(영어) https://www.allmusic.com/album/r1462863 “Overview of Rockabye Baby! More Lullaby Renditions of the Beatles”] |url= 값 확인 필요 (도움말). 《Allmusic》. 2009. 2009년 10월 20일에 확인함.
- [(영어) https://www.allmusic.com/album/r426971 “Overview of Swing”] |url= 값 확인 필요 (도움말). 《Allmusic》. 2009. 2009년 10월 20일에 확인함.
- Pedler, Dominic (2003). 《The Songwriting Secrets of the Beatles》. New York: Music Sales Limited, Omnibus Press.
- Planer, Lindsay (2009). [(영어) https://www.allmusic.com/album/r70686 “Review of South of the Border”] |url= 값 확인 필요 (도움말). 《Allmusic》. 2009년 10월 20일에 확인함.
- Pollack, Alan W. (1991). “Notes on "All My Loving"”. 2012년 1월 7일에 확인함.
- Schaffner, Nicholas (1977). 《The Beatles Forever》. New York: Cameron House.
- Sheff, David (2000). 《All We Are Saying》. St Martin's Griffin. ISBN 0-312-25464-4.
- Unterberger, Richie (2009). [(영어) https://www.allmusic.com/song/t9762 “Review of "All My Loving"”] |url= 값 확인 필요 (도움말). 《Allmusic》. 2009년 10월 20일에 확인함.
- Wallgren, Mark (1982). 《The Beatles on Record》. New York: Simon & Schuster. ISBN 0-671-45682-2.